# John McEntee
John McEntee, de son nom complet Johnny David McEntee II, né le 9 mai 1990 à Fullerton en Californie, est un homme politique et entrepreneur américain. Il fait partie de l'administration Trump durant le mandat présidentiel de ce dernier. En 2022, il lance The Right Stuff (en), une application de rencontre pour conservateurs américains.

## Biographie
John McEntee est issu d'une famille catholique californienne. Il est titulaire d'un Bachelor en communication obtenu à l'école privée catholique Servite High School (en) d'Aanheim. Durant son parcours universitaire, il est quarterback pour l'équipe de football américain de la Servite High School (en) puis des Huskies du Connecticut en 2011, mais il ne joue pas beaucoup de matches,,. Toujours en 2011, l'équipe des Huskies poste une vidéo de lui qui réalise des trick shots avec un ballon de football américain et celle-ci devient rapidement virale,.
Avant de rejoindre Donald Trump, John McEntee est assitant de production chez Fox News jusque juin 2015.

### Administration Trump
John McEntee rejoint le camp de Donald Trump durant l'été 2015 grâce à plusieurs candidatures par e-mail, d'abord en tant que bénévole en juillet puis à temps plein à partir d'août.
Il occupe diverses fonctions sous l'administration Trump. Il est d'abord son body man lors de la campagne de l'élection de 2016.
Il est ensuite son conseiller lors de l'élection de Donald Trump le 20 janvier 2017 jusqu'à la mise à pied de John McEntee par John F. Kelly le 13 mars 2018 en raison d'une enquête par le Département de la Sécurité intérieure des États-Unis pour « graves crimes financiers », notamment liés à des jeux d'argent en ligne et à une mauvaise gestion d'impôts. À ce poste, il est qualifié par Vanity Fair d'« essentiel dans la victoire de Trump », il aurait gagné 115 000 dollars par an. Dès son départ, Brad Parscale annonce que John McEntee rejoindra Donald Trump en tant que conseiller de campagne pour sa réélection. D'après CNN, McEntee est à cette époque l'un des rares collaborateurs à ne pas avoir eu un accès limité au président lorsque John F. Kelly est devenu chef de cabinet en 2017. John McEntee est alors présent presque constamment dans l'Aile Ouest et fait partie d'un groupe restreint de membres du personnel souvent convoqués par le président à la résidence de la Maison-Blanche. Il voyageait aussi régulièrement avec Trump. Il est globalement qualifié comme quelqu'un qui « travaille dans l'ombre ».
Deux ans après ce premier poste, il est nommé Directeur du bureau du personnel présidentiel de la Maison-Blanche,, poste qui lui confère des responsabilités et des pouvoirs plus importants que le précédent, en étant encore plus proche du président. Il a notamment la charge d'identifier et d'évincer les fonctionnaires jugés insuffisamment fidèles, bien que John McEntee n'ait aucune expérience préalable en matière de gestion des ressources humaines. Il tente également d'ordonner un retrait massif de troupes militaires dans plusieurs régions du monde mais il échoue. Il occupe le poste du 8 janvier 2020 jusqu'à la fin du mandat de Donald Trump, le 20 janvier 2021.
En tant que « l'un des plus proches collaborateurs de Trump à la Maison Blanche » et du « plus fervent défenseur de la loyauté interne », il est conseiller principal du Projet 2025 lancé par la Heritage Foundation,.

### The Right Stuff
En 2022, il cofonde The Right Stuff (en) avec Daniel Huff (ancien membre du Département du Logement et du Développement urbain de l'administration Trump) et Isaac Stalzer. The Right Stuff est une application de rencontre pour conservateurs américains et non-woke, disponible à partir du 30 septembre de la même année,. John McEntee occupe depuis son lancement le poste de directeur général. L'application, financée par Peter Thiel a hauteur d'1,5 million de dollars,, (cofondateur notamment de PayPal et soutient lui aussi de Donald Trump) performe bien dès son lancement fin septembre (entre 6 000 et 7 000 téléchargements), mais chute ensuite progressivement à partir d'octobre. Elle est gratuite mais accessible sur invitation.
Via les réseaux sociaux de The Right Stuff, notamment TikTok et Instagram, John McEntee poste régulièrement des courtes vidéos au ton conservateur, parfois jugées controversées. En 2024 par exemple, il subit une controverse en raison d'une vidéo postée sur le réseau social TikTok via le compte de l'application où il distribue de faux billets de dollars à des sans-abris dans le but de « nettoyer la communauté »,.

### Vie privée et entourage
John McEntee est célibataire. Sa famille réside dans le Comté d'Orange, en Californie. Son cousin Zac McEntee, recommandé par John, travaille également[Quand ?] au sein de l'administration Trump en tant que body man du secrétaire au Trésor. Son père, John D. McEntee, est président de TEI Entertainment, une agence de management d'artistes,.